# Pradipaldo
Pradipaldo è una frazione del comune italiano di Marostica, in provincia di Vicenza.
Si trova in una zona collinare, lungo le propaggini meridionali dell'altopiano di Asiago.

## Origini del nome
Il toponimo indica un prato di proprietà di un Paldo o Baldo, di probabile origine germanica.

## Storia

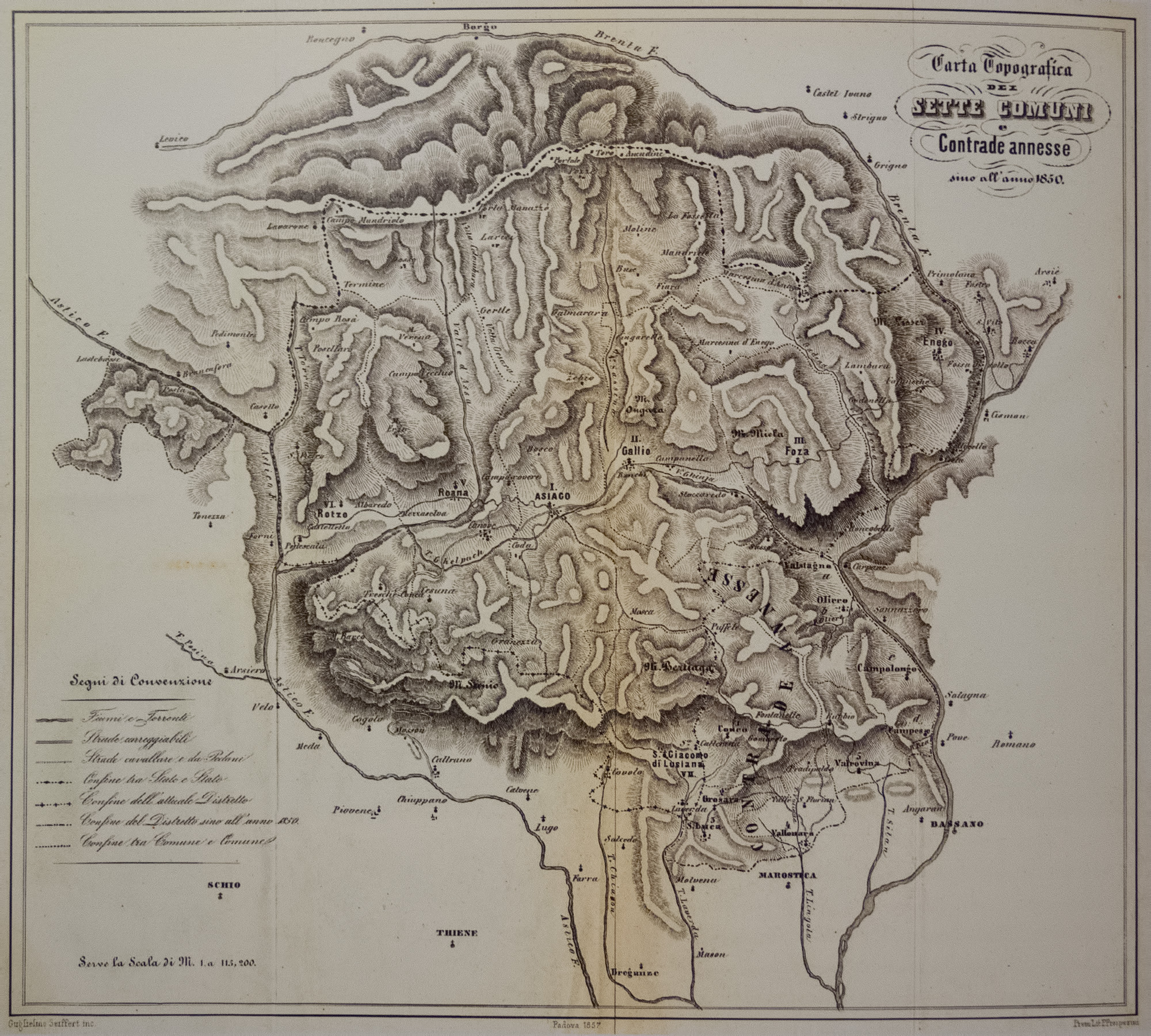
Carta ottocentesca raffigurante il territorio della ex Federazione dei Sette Comuni: nel territorio di Vallonara, a sua volta compreso tra le Contrade Annesse, compare anche Pradipaldo.

All'epoca della Serenissima, Pradipaldo faceva parte della Federazione dei Sette Comuni, all'interno delle cosiddette contrade annesse. Fu poi frazione del comune di Vallonara, soppresso e aggregato a Marostica nel 1938.
Durante la prima guerra mondiale, fu luogo di transito e sosta per le truppe impegnate sull'altopiano dei Sette Comuni. Pradipaldo è infatti attraversata dalla strada della Fratellanza, costruita proprio durante il conflitto.

## Monumenti e luoghi d'interesse

### Chiesa parrocchiale
Già nel 1688 il vescovo di Padova Gregorio Barbarigo aveva esortato il curato di Valle San Floriano e il comune di Marostica a costruire una chiesa per le lontane contrade di Speron e Pradipaldo. Tuttavia, solo nel secolo successivo si provvedette alla costruzione di un oratorio intitolato ai santi Osvaldo e Vincenzo Ferrer, che venne benedetto nel 1751. Inizialmente vi si celebrava solo la messa domenicale, ma già nel 1752 il suo curato ebbe il permesso di predicare e insegnare il catechismo e nel 1818 fu concesso di conservarvi il Santissimo. Nel 1867 fu dotata di fonte battesimale.
Nel 1903 Pradipaldo divenne curazia autonoma e nel 1927 parrocchia. Nel 1938 acquisì da quella di Fontanelle la contrada Brombe.
L'attuale edificio è il risultato di una ricostruzione risalente al 1884-1886; poco più tardo il campanile, del 1888. Gli interni sono stati affrescati all'inizio degli anni 1990 e nella stessa occasione sono stati restaurati l'organo e la canonica. Degli arredi sacri, si ricorda la pala d'altare novecentesca su cui è raffigurata la Madonna in gloria tra i santi Vincenzo Ferrer e Osvaldo.
Il sagrato è stato realizzato in parte con i bossoli delle cartucce sparate da fucili, mitragliatrici e cannoni durante la prima guerra mondiale.